# Stazione di Brennersee
La stazione di Brennersee è stata una fermata ferroviaria posta sulla linea Innsbruck-Brennero. Serviva il Lago del Brennero.

## Storia
La fermata venne inaugurata il 6 ottobre 1928 assieme all'elettrificazione della ferrovia del Brennero a 15 kV, 16 2/3 Hz. La fermata del Brennersee era, tuttavia, elettrificata con il sistema trifase 3600 V, 16 2/3 Hz.
Poiché inizialmente era stato vietato l'elettrificazione nella stazione di Brennero con due sistemi di alimentazione, la fermata di Brennersee fu costruita tra l'autunno del 1927 alla primavera del 1928
Dall'ottobre 1928 all'aprile del 1934, diverse locomotive alla fermata di Brennersee erano sempre a vapore per trainare i treni nel tratto tra Brennersee e Brennero e in tale periodo la fermata era la stazione di confine austriaca in cui si svolgevano i controlli doganali.
La fermata continuò il suo esercizio fino al dicembre 2008 negli ultimi decenni era utilizzata come scalo. Il 14 dicembre 2008 è stata avviata l'operazione della S-Bahn del Tirolo tra Innsbruck e Brennero. La fermata Brennersee, che fino ad allora era servita solo da singoli treni regionali, è stata chiusa in questa data.

## Strutture e impianti
Era composta da un fabbricato viaggiatori due binari passanti e due tronchi.